# Фернандо Гарсия де Ита
Фернандо Гарсия де Ита (или де Фита) (исп. Fernando García de Hita; упоминается в 1097—1125 годах) — кастильский феодал XII века, от которого происходит знатный род Кастро. Он управлял сеньориями Ита и Гвадалахара, часто посещал королевский двор при Альфонсо VI и королеве Урраке.

## Происхождение
«Фернандо Гарсия де Ита» — это условное имя. Его происхождение было предметом споров среди историков и генеалогов всех времен. Исторические документы записывают Фернандо только с его отчеством, которое также может быть написано «Гарсес» или «Гарсиас» и указывает, что его отца звали Гарсия. В одной хартии королева Кастилии Уррака называет Фернандо «нашим кузеном, доном Фернандо Гарсией» (uobis annaia don Ferrando Garciez). В другом она называет вторую жену Фернандо «моей кузиной» (mea cogermana). Предки Урраки и второй жены Фернандо хорошо известны, и они не были кровными родственниками, хартии могут ссылаться только на кровное родство между Урракой и Фернандо, проще всего объяснить, рассматривая Фернандо как сына дяди Урраки, короля Галисии Гарсии II. Если бы это было так, Фернандо, вероятно, родился бы от любовницы, пока Гарсия был в плену . Другие свидетельства указывают на то, что Фернандо был сыном графа Гарсии Ордоньеса де Нахеры (? — 1108). Мусульманский историк Ибн Аби Зар записал, что «сын графа Гарсия» (Ибн аль-Занд Гарсис) удерживал города Гвадалахара и Ита. Если бы Фернандо был законным сыном графа Гарсии от его первой жены, королевской принцессы Урраки Гарсес Наваррской, он также был бы двоюродным братом королевы Урраки.

## Карьера
В двенадцатом веке в Леоне и Кастилии сеньоры на южной границы королевства, главной обязанностью которых была защита от Альморавидов, редко посещали странствующий королевский двор. Фернандо, похоже, делал и то, и другое. Ему было поручено управлять несколькими пограничными феодами (tenencias), и все же ему удалось засвидетельствовать двенадцать королевских хартий во время правления королевы Урраки. Фернандо Гарсия был королевским чиновником (алькальдом), отвечавшим за Гвадалахару и Мединасели в 1107 году. Согласно анонимным хроникам Саагуна, в 1111 году Фернандо убедил графа Генриха Португальского разорвать союз с королем Арагона и Наварры Альфонсо I, а затем заключил новый союз между Альфонсо и Урракой после того, как последняя отдалилась от графа Генриха. Historia Compostellana также упоминает о помощи, которую некий «граф Фернандо» оказал в это время своей родственнице, королеве Урраке, но историки расходятся во мнениях относительно того, относится ли это упоминание к Фернандо Гарсиа де Ита, поскольку нет никаких других свидетельств того, что он когда-либо получал титул «графа».

## Жены и дети

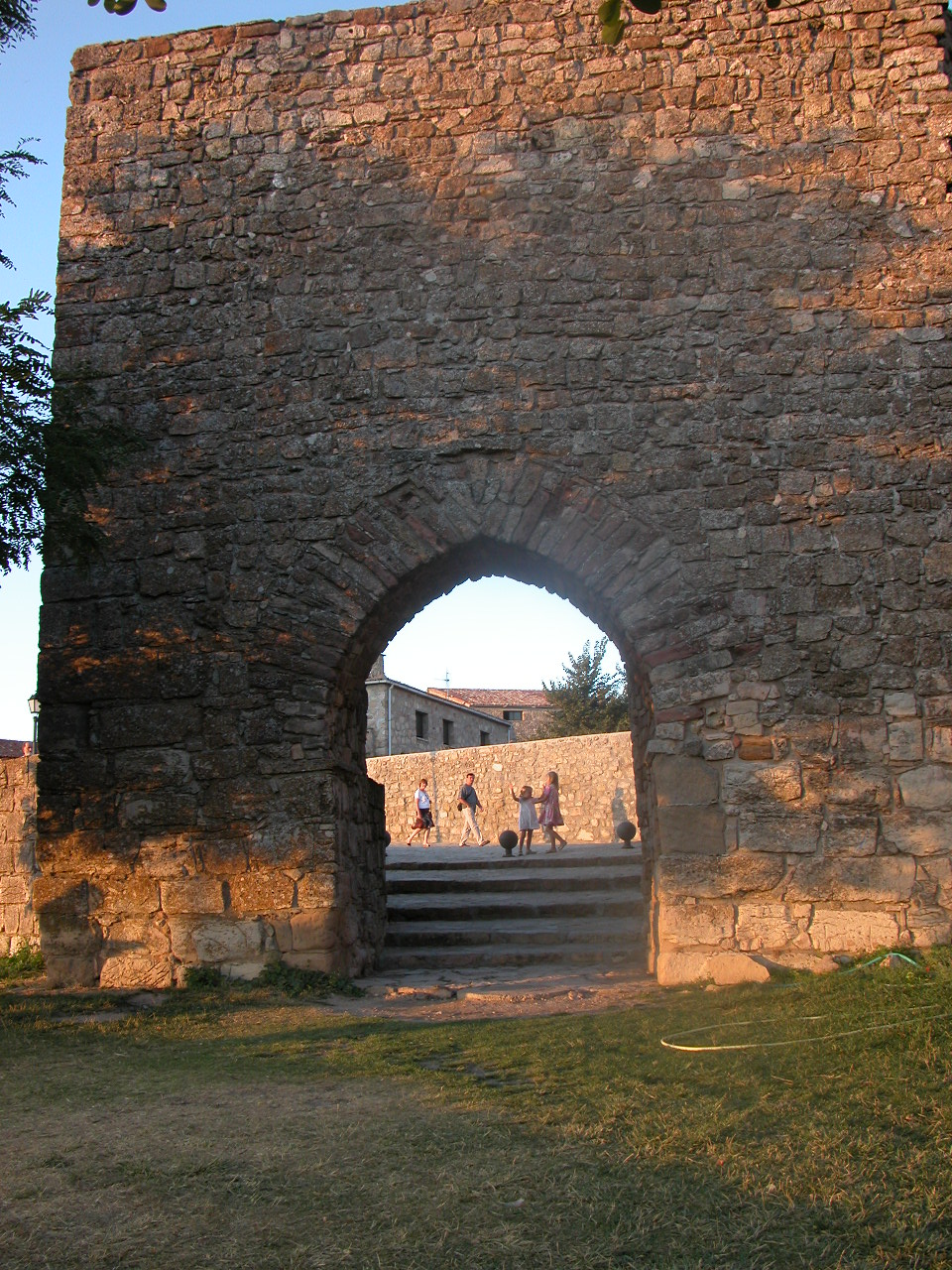
Арабские ворота в Мединасели — одном из поместий Фернандо Гарсии

Первой женой Фернандо была Тегридия. Основываясь на том, что её сына называли двоюродным братом графа Родриго Мартинеса (? — 1138), испанский историк Паскуаль Мартинес Сопена пришел к выводу, что её звали Тегридией Мартинес, сестрой графа Родриго, дочерью графа Мартина Флайнеса и его жены Санча Фернандес. В то время как Хайме де Салазар-и-Ача пришел к выводу, что она Тегридия Фернандес, сестра Санча и тетя графа Родриго. И то и другое делало Тегридию кузиной Эйло Альфонсо, жены могущественного графа Педро Ансуреса (? — 1118). Хосе Мария Канял Санчес-Пагин просто называет ее членом семьи Ансурес. Тегридия скончалась раньше своего супруга, оставив ему двух сыновей:
- Гутьерре Фернандес де Кастро (ок. 1087 — ок. 1169). Был женат на Тоде Диас, дочери Диего Санчеса и Эндеркины Альварес. У него не было потомства, и его имущество унаследовали его племянники, дети его брата Родриго.
- Родриго Фернандес де Кастро (ок. 1090 — ок. 1142). Был женат на Эйло Альварес, дочери Альвара Фабьеса и графини Майор Перес. После смерти мужа Эйло во второй раз вышла замуж за графа Рамиро Фройлаза.

Фернандо женился на своей второй жене Стефании (Эстефании), дочери графа Эрменгола V Урхельского, вероятно, в начале 1119 года, когда она была еще совсем молода. 12 ноября 1119 года Фернандо получил дарственную на свадьбу (carta de arras) для своей второй жены. Он отдал ей свою половину владений в Кастрохерисе и Серрато, которые он приобрел вместе со своей первой женой и которые были разделены между ним и его детьми после смерти Тегридии. Он также предоставил Стефании половину того, что он требовал от некоторых владений в Севико и Уседе, которые он и Стефания ранее приобрели вместе. В начале того же 1119 года, в апреле или мае, королева Уррака пожаловала эти земли в Уседе и некоторые другие в Ите помолвленной или недавно поженившейся паре. 30 июня она предоставила Стефании земли в Севико, чтобы она владела ими независимо от своего мужа или его нынешних детей. Фернандо пренебрег этой королевской хартией, придав большее значение дворянским обычаям, основанным на вестготском законе, по которому он приобрел половину всех приобретений своей жены во время их брака.
У Фернандо и Стефании было два сына и две дочери:
- Педро Фернандес де Кастро (Потестад) (ок. 1115—1184), первый магистр Ордена Сантьяго (1170—1184). Был женат на Марии Перес де Лара, дочери графа Педро Гонсалеса де Лара и графини Авы (вдовы графа Гарсии Ордоньеса).
- Мартин Фернандес де Кастро, был женат на некой Эльвире. Как и его отец, он также был алькальдом города Ита и участвовал в завоевании Альмерии.
- Уррака Фернандес. Была замужем за графом Родриго Мартинесом (? — 1138), от брака с которым детей не имела. Любовница короля Леона Альфонсо VII, от связи с которым у неё была дочь, инфанта Эстефания Альфонсо Несчастная (1139/1148 — 1180).
- Санча Фернандес

Фернандо Гарсия скончался около 1125 года. Через десять лет Стефания, его молодая вдова, вышла замуж за графа Родриго Гонсалеса де Лара в 1135 году.